# Didymocarpus niveolanosus
Didymocarpus niveolanosus là một loài thực vật có hoa trong họ Tai voi. Loài này được D.Fang & W.T.Wang mô tả khoa học đầu tiên năm 1982.